# Пілум

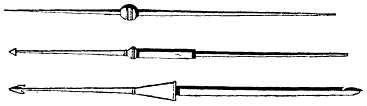
Види пілумів

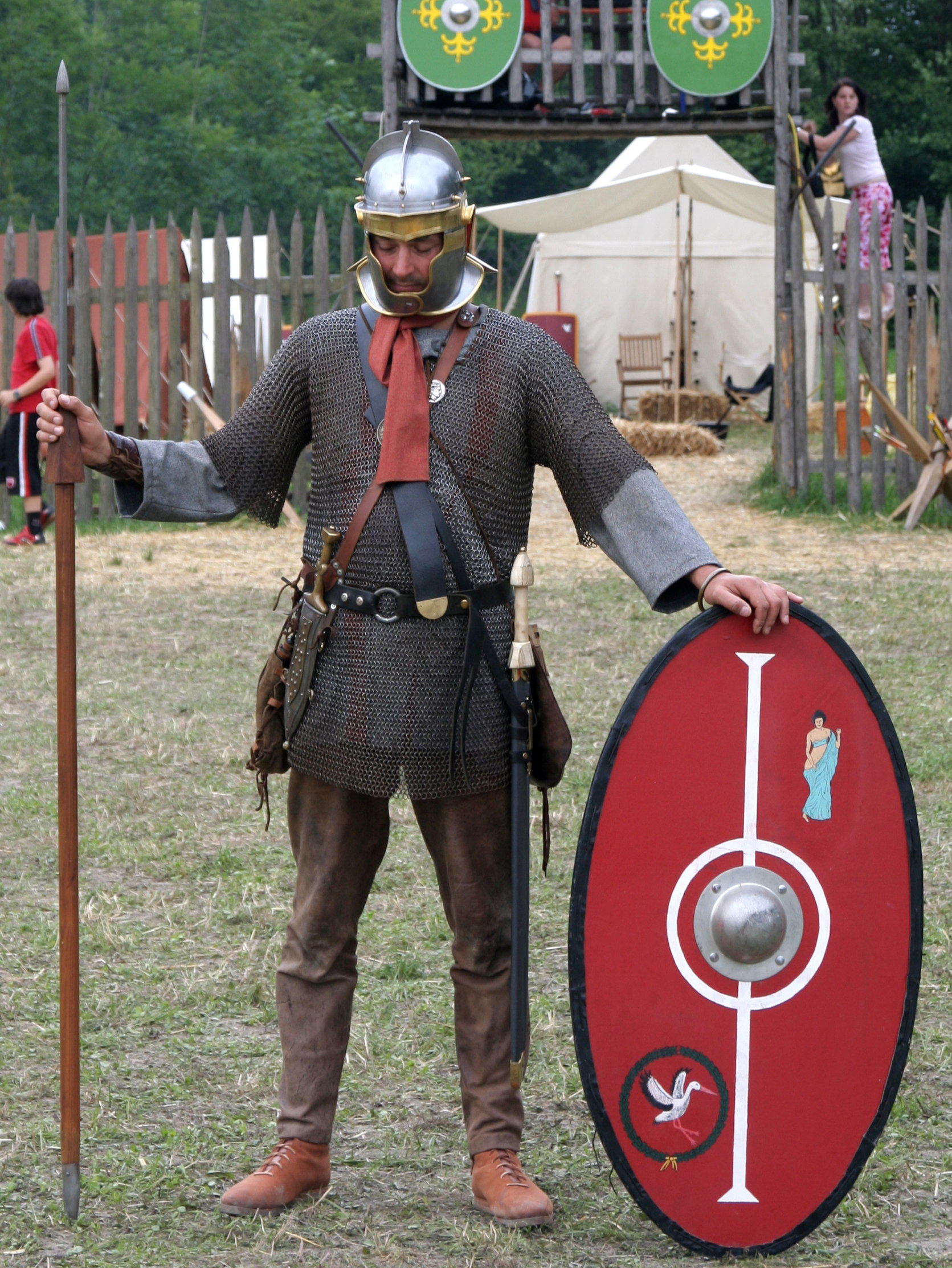
Римський пілум у реконструктора

Пі́лум (лат. pilum, множина — pila) — метальний спис, що перебував на озброєнні легіонів Стародавнього Риму.

## Історія
Вважається, що пілум винайшли представники італьського племені самнітів. Також на нього могла вплинути кельтська та етруська зброя. Можливо, пілум походить від кельтської зброї, відомої як фаларіка. Археологічні розкопки виявили пілум в гробницях етруського міста Тарквінія. Найдавніші знахідки пілуму походять з етруських поселень Вульчі та Таламоне. Перша письмова згадка про пілум походить з «Історії Полібія». Згідно з Полібієм, більш важкоозброєні солдати римської армії використовували тип списа, який називався hyssoí. Можливо, це і був пілум. Попередником пілума була хаста. Невідомо, як скоро її замінили на пілум. Полібій згадує, що пілум став важливим фактором перемоги римлян у битві при Теламоні у 225 році до н.е. Використання пілума було припинено римськими військовими у другому столітті.

## Опис
Довжина з наконечником близько 2 метрів, наконечник мав вигляд залізного стрижня довжиною 60—100 см, який насаджувався на держак за допомогою трубки й мав вістря листоподібної форми, діаметр наконечника був близько 7 мм. Маса — 2—4 кг.
До реформ Гая Марія пілум був зброєю тільки гастатів і принципів, тріарії замість пілума мали гасту. Марій зробив пілуми невід'ємною складовою озброєння всякого легіонера.

## Використання
Кожен легіонер мав по два пілуми. З допомогою особливого ременя — аментума (amentum) — легіонер міг метнути його на 50—60 м. Легіон починав бій залпом пілумів з 50 метрів, потім — з відстані 20—30 метрів — слідував новий залп. Після цього військо вступало у рукопашну. В ближньому бою пілум іноді використовувався, як короткий спис.
Так сталося в битві при Фарсалі (9 серпня 48 р. до н. е.). За наказом Цезаря, його піхота застосувала проти кінноти Помпея незвичайну тактику бою: легіонери використовували пілум як звичайний спис, скеровуючи його в обличчя кіннотників, і після того, як ті, намагаючись ухилитись від удару, втрачали рівновагу, заколювали ним і коней, і вершників. Це справило на помпеянців таке сильне враження, що вони в паніці втекли з поля бою, що й вирішило долю битви.
Пілум не завжди завдав безпосередніх пошкоджень ворогові, тоді з його допомогою послаблювався захист супротивника. Пілум, влучаючи у щит, застрягав у ньому, важке, довге ратище якого заважало користуватися щитом. При цьому обрубати його було неможливо через довгий залізний стрижень наконечника. Тому ворожий вояк змушений був або кидати щит, або зупинятися для того аби витягнути з нього пілум і при цьому відкривався для удару. Щоб пілум було важче витягнути з щита або рани, деякі з них були споряджені відігнутими назад зубцями. Крім того, у легіонах Цезаря вістря пілумів не гартувались, а тому були відносно м'якими. Такі списи згиналися при влучанні у щит і прогиналися під вагою держака. Легіонери просто наступали на нього ногою і виривали щит з руки ворога.
У римлян пілум перейняли германські племена. Ще у V ст. він зустрічався у франків під назвою «ангон». У візантійців пілум використовувався аж до X ст., коли остаточно вийшов з ужитку.